# Championnats d'Europe de cross-country 1994
Navigation
Édition suivante
Les premiers Championnats d'Europe de cross-country se sont déroulés le 10 décembre 1994 à Alnwick en Angleterre. 

## Résultats

### Hommes

#### Individuel
| Médaille | Athlète              | Temps       |
| Or       | Paulo Guerra         | 27 min 43 s |
| Argent   | Domingos Castro      | 27 min 59 s |
| Bronze   | Antonio Serrano (en) | 28 min 03 s |
| 4e       | Carlos Adan          | 28 min 06 s |
| 5e       | Abdellah Behar       | 28 min 08 s |
| 6e       | Luca Barzaghi        | 28 min 10 s |
| 7e       | José Garcia          | 28 min 11 s |
| 8e       | António Pinto        | 28 min 12 s |
| 9e       | Alberto Maravilha    | 28 min 13 s |
| 10e      | Mustapha Essaid      | 28 min 19 s |

#### Par équipes
| Médaille | Athlètes                                                                         | Points |
| Or       | Portugal Paulo Guerra Domingos Castro António Pinto Alberto Maravilha            | 20 pts |
| Argent   | Espagne Antonio Serrano (en) José Carlos Adán José Manuel García Alejandro Gómez | 27 pts |
| Bronze   | France Abdellah Béhar Mustapha Essaïd Mohamed Ezzher Bertrand Frechard           | 50 pts |

### Femmes

#### Individuel
| Médaille | Athlète                  | Temps       |
| Or       | Catherina McKiernan      | 14 min 29 s |
| Argent   | Julia Vaquero            | 14 min 30 s |
| Bronze   | Elena Fidatov            | 14 min 36 s |
| 4e       | Alla Zhiliyeva           | 14 min 45 s |
| 5e       | Maria Rebelo             | 14 min 46 s |
| 6e       | Fernanda Ribeiro         | 14 min 47 s |
| 7e       | Mariana Chirila-Stanescu | 14 min 48 s |
| 8e       | Lieve Slegers            | 14 min 49 s |
| 9e       | Blandine Bitzner-Ducret  | 14 min 50 s |
| 10e      | Tamara Koba              | 14 min 51   |

#### Par équipes
| Médaille | Athlètes                                                         | Points |
| Or       | Roumanie Elena Fidatov Mariana Chirila-Stanoscu Margareta Keszeg | 26 pts |
| Argent   | France Maria Rebelo Blandine Bitzner-Ducret Farida Fates         | 28 pts |
| Bronze   | Portugal Fernanda Ribeiro Carla Sacramento Ana Dias              | 29 pts |